# استوديو أوديسا السينمائي
استوديو أوديسا السينمائي كان استوديو أفلام أوكرانيًا ، سوفيتيًا سابقًا، في أوديسا . تأسست في عام 1919، وكانت واحدة من أوائل الاستوديوهات في الإمبراطورية الروسية والاتحاد السوفييتي قبل إنفصال أوكرانيا عن الأتحاد السوفيتي .
وهي مملوكة جزئيًا للحكومة وتشرف عليها صندوق ممتلكات الدولة في أوكرانيا ووزارة الثقافة . وهم، مع استوديوهات دوفجينكو للأفلام ، المنتجون السينمائيون الرئيسيون الوحيدون المملوكون للدولة في البلاد. يقع الاستوديو في 33 بوليفارد الفرنسية (33 Французский бульвар)، في أوديسا ، أوكرانيا. 

## التاريخ وإعادة التنظيم
تأسست في 23 مايو 1919 بقرار من اللجنة التنفيذية لمحافظة أوديسا ، من بقايا استوديوهات السينما الخاصة بميرون جروسمان ، ودميتري خاريتونوف ، وبوريسوف. كان أحد أوائل منتجي الأفلام المحليين في الاتحاد السوفيتي. في البداية، تم إدراجه باعتباره "قسم الأفلام السياسية للإدارة السياسية والفرقة 41 للجيش الأحمر"، وكان أول فيلم روائي طويل تم تصويره تحت هذا الاسم هو "العناكب والذباب". تراجعت الاستوديوهات الأصلية بعد الحرب الأهلية الروسية وحرب الاستقلال الأوكرانية ، حيث هاجر أصحابها هربًا من الملاحقة السياسية. كان استوديو جروسمان السينمائي "ميروغراف" موجودًا في أوديسا منذ عام 1907 وكان أقدم استوديو مسجل في أوكرانيا.[بحاجة لمصدر]
في عام 1922، أعيد تنظيمها لتصبح "مصنع أفلام أوديسا التابع لإدارة السينما الفوتوغرافية الأوكرانية ( في يو أف كيه يو) ". كان استوديو أوديسا للأفلام هو المرفق الإنتاجي الرئيسي لـ في يو أف كيه يو. في عام 1926، أنشأ فياتشيسلاف ليفاندوفسكي وديفياتكين استوديو للرسوم المتحركة لـ في يو أف كيه يو.[بحاجة لمصدر]
في عام 1930، أعيد تنظيم اتحاد السينما الأوكرانية ليصبح "أوكرانيافيلم" التابع لـ"سويوزكينو" (اتحاد السينما). 
في عام 1955، استأنف أستوديو أوديسا للسينما إنتاج أفلامه الخاصة. لم يحصل المخرج ألكسندر غوركي على إذن لإحياء الاستوديو فحسب، بل قام أيضًا بحل مشكلة الموظفين من خلال دعوة خريجي في جي أي كيه - المخرجين، ورجال التصوير، والفنانين، والاقتصاديين. وبعد ذلك، حصل الطلاب السابقون، الذين كانوا عادةً يقضون سنوات كمساعدين، على عمل مستقل بسرعة. في 26 نوفمبر 1956، تم إصدار فيلم "الربيع في شارع زاريتشنايا" للمخرجين فيليكس ميرونير ومارلين خوتسييف، والذي أصبح حدثًا مهمًا ليس فقط للاستوديو، بل للسينما السوفييتية بأكملها.
في عام 1979، أصدر ستوديو أوديسا السينمائي فيلم "مكان اللقاء لا يمكن تغييره" . إنه الفيلم الأكثر ربحًا للاستوديو، وكان مشهورًا في جميع أنحاء الاتحاد السوفيتي.[بحاجة لمصدر]
في عام 2005، أعيد تنظيم استوديو أوديسا للأفلام كشركة مساهمة مغلقة، مع امتلاك الحكومة لغالبية الأسهم.[بحاجة لمصدر]
في عام 2019، أصدر البنك الوطني الأوكراني عملة تذكارية بعنوان "100 عام من استوديو أوديسا السينمائي" 
علاوة على ذلك، أصدرت هيئة البريد الرئيسية في أوكرانيا طابعًا تذكاريًا خاصًا مخصصًا لاستوديو أوديسا السينمائي.

## وصف

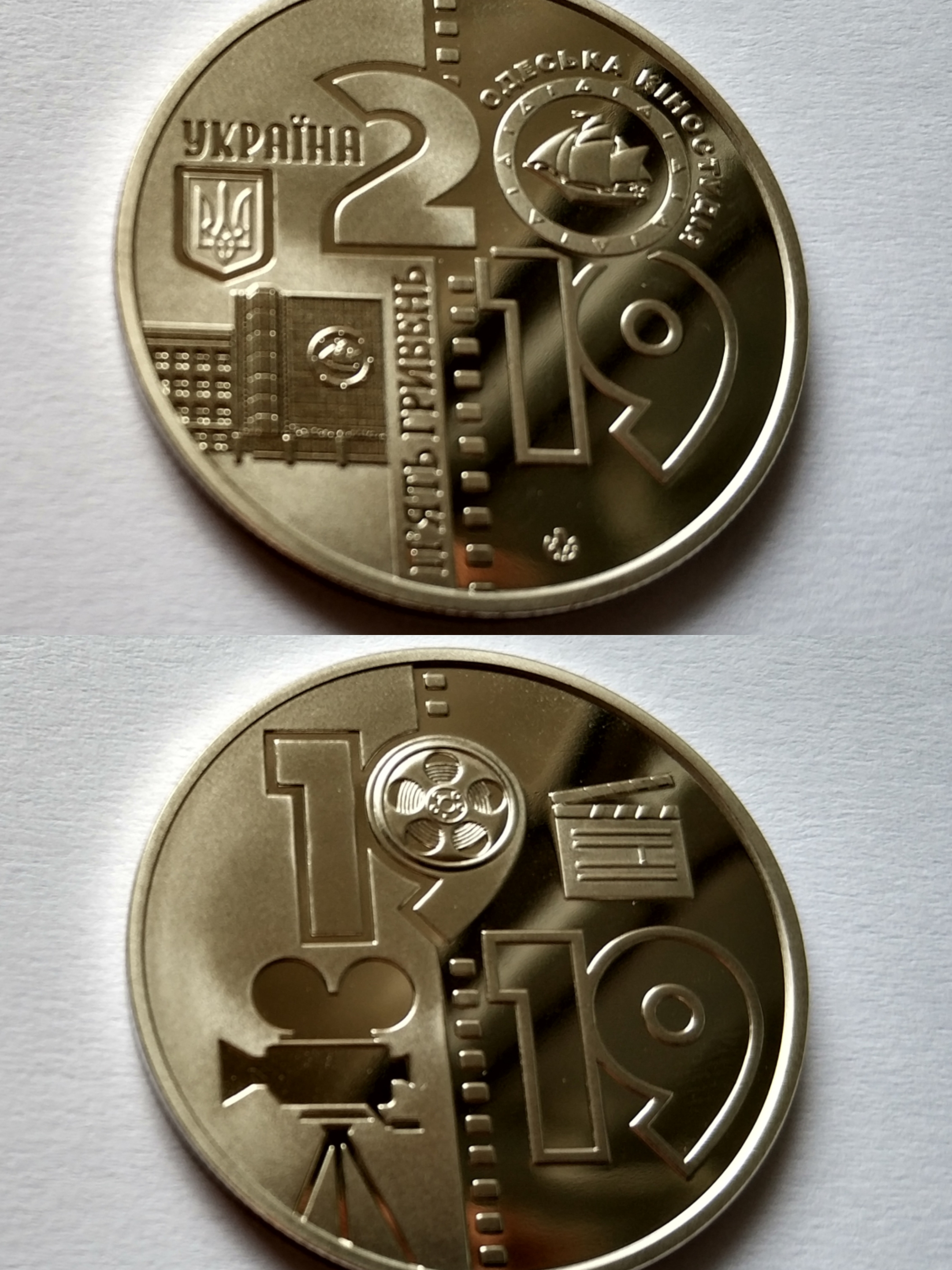
عملة تذكارية لاستوديو أوديسا السينمائي

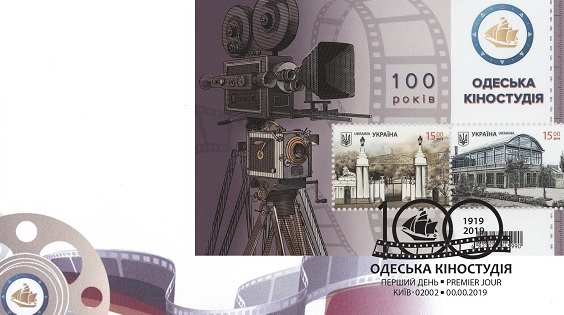
طابع تذكاري مخصص لاستوديو أوديسا السينمائي

يقع الاستوديو في وسط المدينة بالقرب من شاطئ البحر الأسود ويغطي مساحة حوالي 7 هكتار (17 أكر) ويتكون من ثلاثة أجنحة بمساحة 600 متر مربع (6,500 قدم2) 432 متر مربع (4,650 قدم2) و 240 متر مربع (2,600 قدم2) . يوجد داخل مبنى الاستوديو استوديو سينمائي آخر، وهو استوديو فيرا خولودنا السينمائي ومدرسة أوديسا السينمائية. يحتوي استوديو أوديسا السينمائي على مسرح سينمائي خاص به، يو- سينما، والذي يقع أيضًا في نفس المبنى.[بحاجة لمصدر]
بالقرب من الاستوديو يوجد متحف السينما .[بحاجة لمصدر]

### متحف السينما
مقالة مفصلة: متحف السينما (أوديسا)
على أراضي استوديو أوديسا السينمائي يوجد متحف سينمائي لفرع أوديسا للاتحاد الوطني للمصورين السينمائيين في أوكرانيا. يخزن المتحف المواد التي تم جمعها على مدار سنوات وجود استوديو أوديسا السينمائي، وكتالوجات الأفلام، وألبومات الصور لاختبارات التمثيل، ومعلومات عن المخرجين والمنتجين، ومعدات الأفلام، والكتب، والصحف، ومجلات الأفلام، وما إلى ذلك. في المجموع، أكثر من اثني عشر ألف "وحدة تخزين". 

## المخرجين

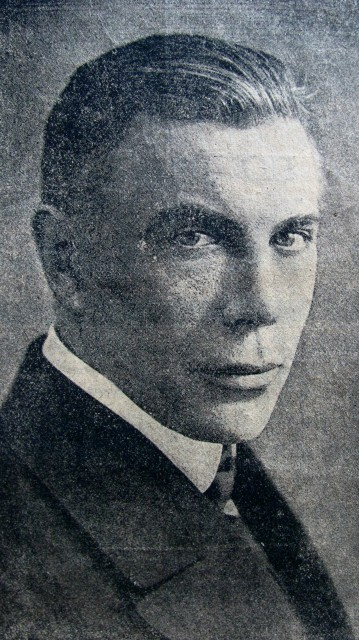
بيوتر شاردينين
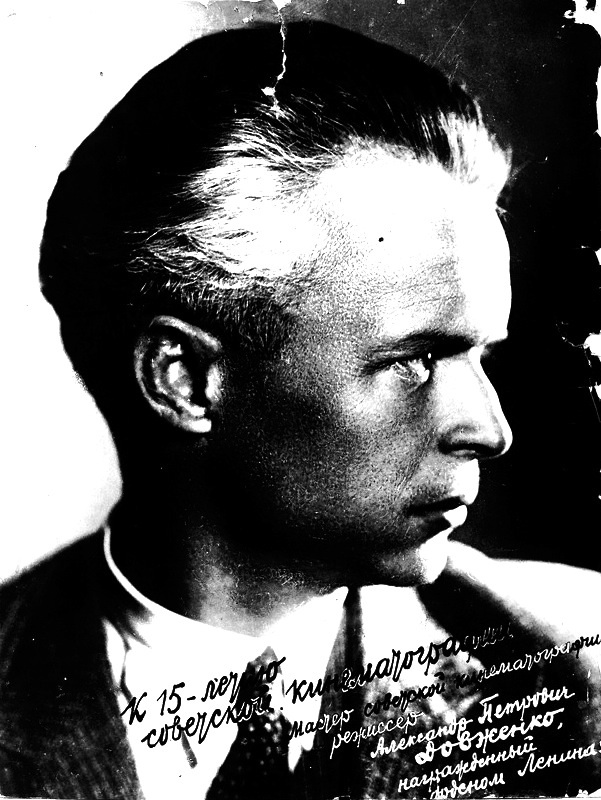
أوليكساندر دوفجينكو
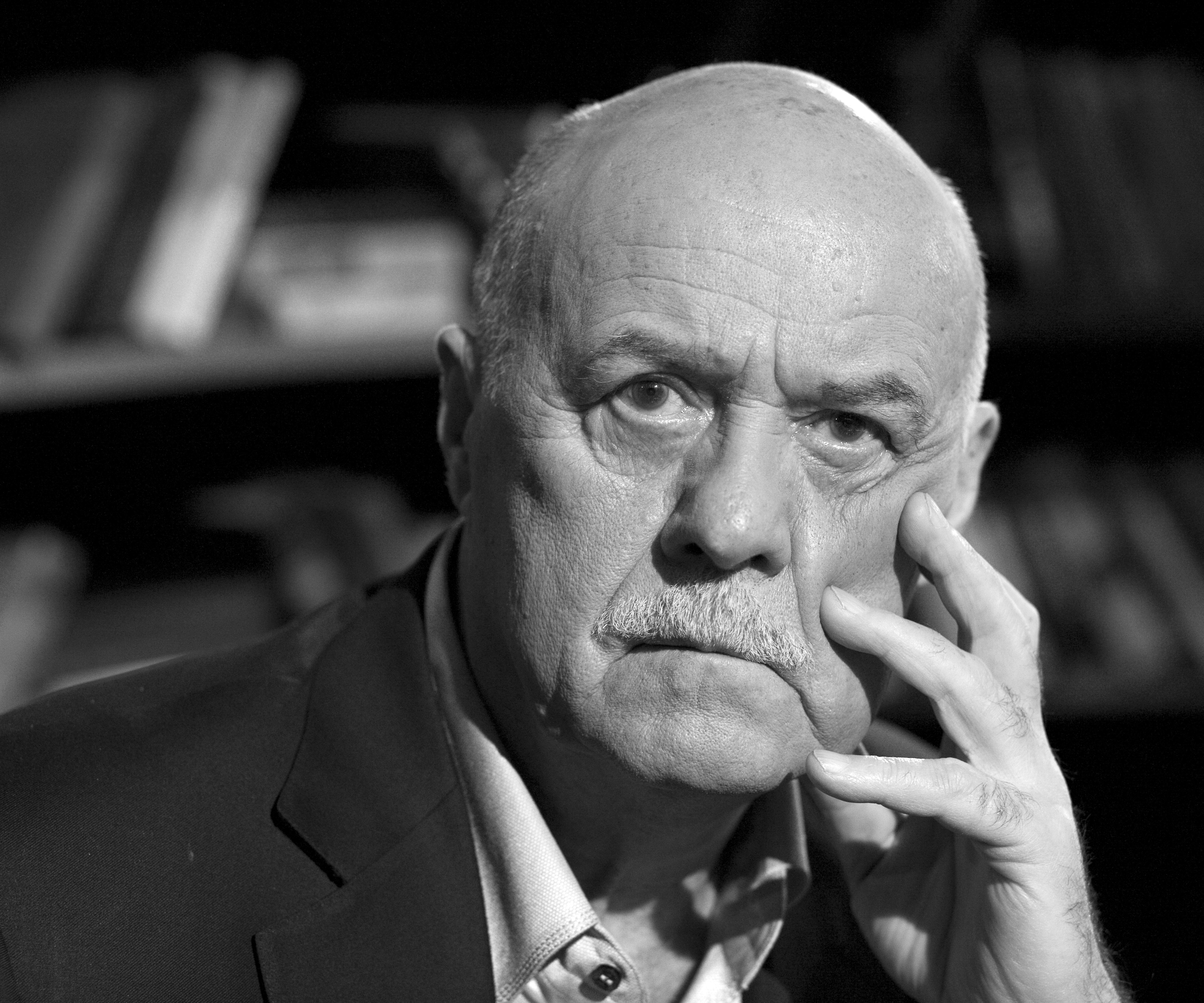
ستانيسلاف جوفوروخين
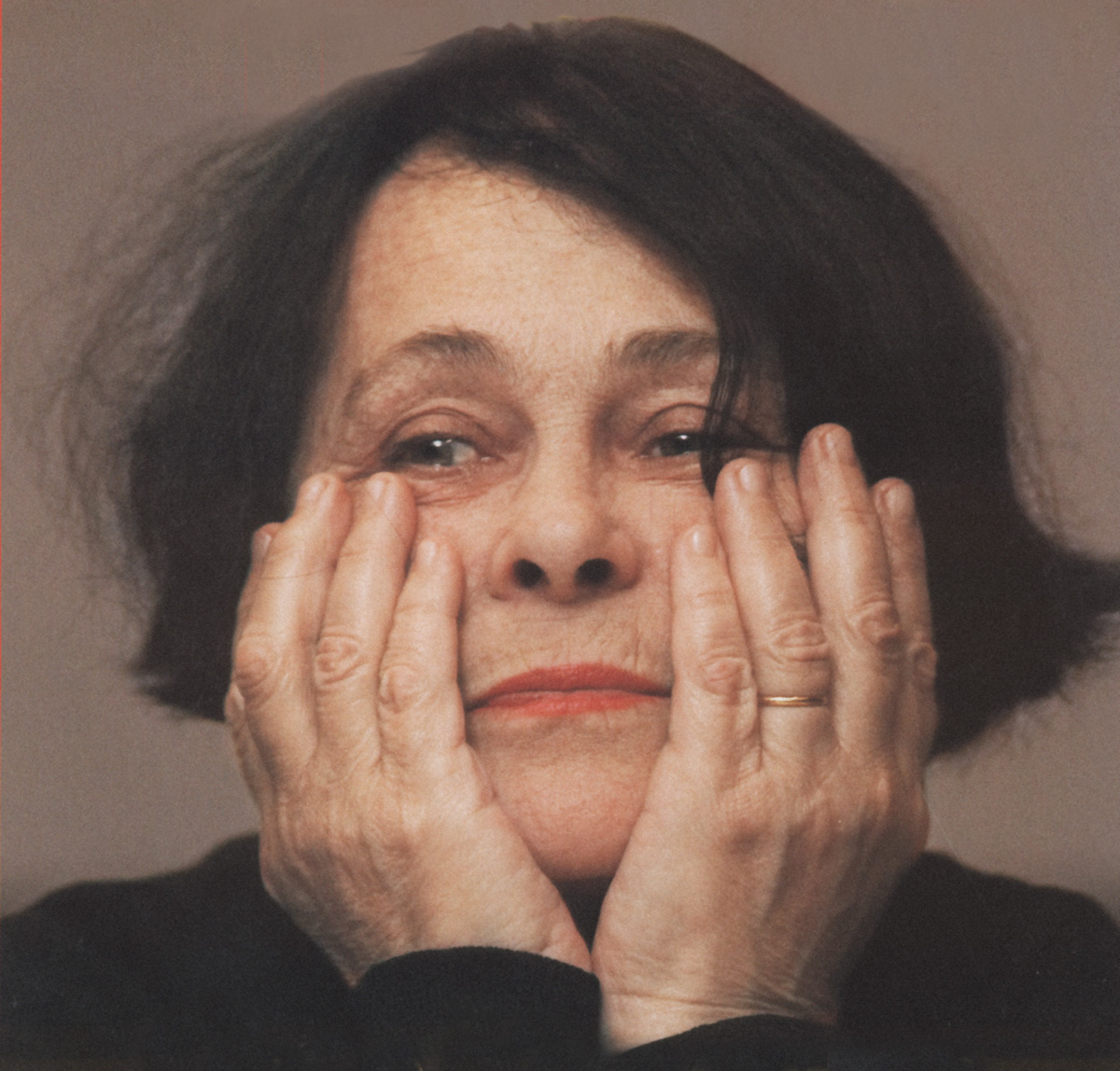
كيرا موراتوفا

## أنظر أيضاً
- إدارة السينما الفوتوغرافية الأوكرانية (VUFKU)
- استوديوهات دوفجينكو للأفلام
- كييفناوكفيلم
- المعهد السينمائي الوطني في أوكرانيا
- قائمة الأفلام الأوكرانية